# Еврейское историческое общество Англии
Еврейское историческое общество Англии (англ. Jewish Historical Society of England) — англо-еврейское общество по изучению истории английских евреев, основанное в 1893 году и существующее поныне.

## История

### XIX век
После Англо-еврейской исторической выставки 1887 года Люсьен Вольф предложил устроить еврейское историческое общество для дальнейшего изучения истории английских евреев, начало которому положила выставка; однако его предложение, встреченное сочувственно членами комитета выставки, не дало никаких результатов и лишь шесть лет спустя, 3 июня 1893 г., на большом народном собрании в клубе «Общества Маккавеев» (Knights of the Maccabees) было решено немедленно организовать историческое общество с определёнными целями:
- 1) изучать положение евреев в прошлом в пределах нынешней Британской империи;
- 2) печатать и издавать документы, относящиеся к истории английских евреев;
- 3) организовать евр. музей и евр. библиотеку;
- 4) устраивать чтение лекций по истории евреев как Англии, так и других стран.

Первым президентом общества был Люсьен Вольф, затем раввин Герман Адлер, Джозеф Джекобс, Фредерик Мокатта, Исидор Шпильман. Секретарём общества был Израиль Абрагамс.

## Издания
Общество издавало с 1895 года в Лондоне свой журнал «Transactions of the Jewish Historical Society of England», в котором, помимо чисто исторических сведений, давался богатый материал по истории хозяйственной жизни английских и американских евреев XVII и XVIII веков. Многими данными этого журнала воспользовался для иллюстрации сильного влияния евреев на развитие капитализма немецкий экономист В. Зомбарт в своей известной книге «Die Juden und das Wirtschaftsleben» (Лейпциг, 1911; русск. перевод «Евреи и хозяйственная жизнь»; СПб., 1911).

### XIX век
Обществом был издан ряд важных трудов; например:
- книга и брошюры Манассе бен-Израиль («Esperanca de Israel»; «Vindiciae judaeorum»; «Humble addresse») с предисловием и примечаниями Люсьена Вольфа;
- вместе с Selden Society[англ.] том «Select Pleas from the Jewish Exchequer»;
- серия «Jewish Worthies» (Еврейские «Девять достойных»), первый выпуск которой носил название «Maimonides» (серия эта издавалась обществом совместно с еврейско-американским издательским обществом[англ.]).